# 1984年の音楽
1984年の音楽（1984ねんのおんがく）では、1984年（昭和59年）の世界の音楽状況について解説する。（各国語版で売り上げ金額の記載はなし。日本語版でも記載しない）。
1983年の音楽-1984年の音楽-1985年の音楽

## 概要・できごと
- マーヴィン・ゲイが父親に撃たれ死亡[1]。
- ニュ－ヨークで第1回MTVアワードが開催され、以後毎年開催となった[2]。
- 歌手、女優の小林麻美、「雨音はショパンの調べ」がヒットした。オリジナルはガゼボの歌唱[注 1]。
- わらべ、中森明菜、松田聖子、杏里、チェッカーズらがヒットを放った。チェッカーズは「ギザギザハートの子守唄」、「涙のリクエスト」、「哀しくてジェラシー」が3曲同時に調査会社のベスト10内に入った。
- 第2回「NHKこどものうたコンクール」優秀曲の「天使の羽のマーチ」が「みんなのうた」で放送された。

## 詳細
- 3月15日-尾崎豊が新宿ルイードでデビューライブを行う。
- 12月31日 - 『第26回日本レコード大賞』　「長良川艶歌」／五木ひろし
最優秀歌唱賞 細川たかし／「浪花節だよ人生は」、最優秀新人賞 岡田有希子／「-Dreaming Girl- 恋、はじめまして」
アルバム大賞 髙橋真梨子／『Triad』、最優秀スター賞 中森明菜／「北ウイング」
- 12月31日 - 第35回NHK紅白歌合戦

## 洋楽

### シングル
- アルファヴィル「ビッグ・イン・ジャパン」「フォーエバーヤング」
- Laura Branigan – Self Control
- バナナラマ「クルーエル・サマー」
- バーケイズ 「フリーク・ショウ・オン・ザ・ダンスフロア」
- バンド・エイド 「ドゥ・ゼイ・ノウ・イッツ・クリスマス」
- China Crisis – Wishful Thinking
- Curtie and the Boombox – Let's Talk it over in the Ladies Room
- Depeche Mode – Master and Servant
- カメオ 「シーズ・ストレンジ」
- カーズ 「ドライブ」
- カルチャー・クラブ 「イッツ・ア・ミラクル」「戦争のうた」
- シーラ・E「グラマラス・ライフ」
- ビリー・アイドル「アイズ・ウィズアウト・ア・フェイス」
- チャカ・カーン「フィール・フォー・ユー」
- シンディー・ローパー 「オール・スルー・ザ・ナイト」
- ザ・スタイル・カウンシル 「マイ・エヴァ・チェンジング・ムーズ」
- ダン・ハートマン「あなたを夢見て」[3]
- フィル・コリンズ 「見つめて欲しい」[4]
- プリンス「ビートに抱かれて」「パープル・レイン」
- マドンナ「ホリデイ」「ボーダーライン」「ラッキー・スター」「ライク・ア・ヴァージン」
- クイーン 「RADIO GA GA」
- リマール「ネバーエンディング・ストーリーのテーマ」
- ロマンティックス「トーキング・イン・ユア・スリープ」
- ローラ・ブラニガン 「セルフ・コントロール」
- ワム!「ウキウキ・ウェイク・ミー・アップ」

### アルバム
- ブライアン・アダムス – レックレス
- ローリー・アンダーソン『ミスター・ハートブレイク』[5]
- Anthrax – Fistful of Metal
- Alcatrazz – No Parole from Rock'n'roll
- Alphaville – Forever Young
- Aztec Camera – Knife
- Bad Religion – Back to the Known
- Bananarama – Bananarama
- バーケイズ – Dangerous
- Big Country – Steeltown
- Bobbysocks – Bobbysocks
- Bon Jovi – Bon Jovi
- David Bowie – Tonight
- クイーン『ザ・ワークス』
- ティナ・ターナー『プライヴェート・ダンサー』[5]
- プリンス『パープル・レイン』[5]
- マドンナ『ライク・ア・ヴァージン』
- メタリカ『ライド・ザ・ライトニング』
- Run-D.M.C.『Run-D.M.C.』[5]
- サウンドトラック『ストリート・オブ・ファイヤー』
- サウンドトラック『ネバーエンディング・ストーリー / オリジナル・サウンドトラック』
- ブルース・スプリングスティーン『ボーン・イン・ザ・U.S.A.』[5]
- ヴァン・ヘイレン『1984』

## 総合チャート（枚数）
※オリコン
シングル
- 1位 チェッカーズ／229.6万枚
- 2位 松田聖子／224.9万枚
- 3位 中森明菜／189.9万枚
- 4位 小泉今日子／150.2万枚
- 5位 田原俊彦／113.1万枚
- 6位 THE ALFEE／107.1万枚
- 7位 近藤真彦／100.5万枚
- 8位 わらべ／99.3万枚
- 9位 シブがき隊／96.1万枚
- 10位 安全地帯／91.4万枚
- 11位 吉川晃司／73.5万枚
- 12位 五木ひろし／73.5万枚
- 13位 薬師丸ひろ子／72.8万枚
- 14位 杏里／65.6万枚
- 15位 柏原芳恵／64.0万枚
- 16位 河合奈保子／62.0万枚
- 17位 芦屋雁之助／61.5万枚
- 18位 小林麻美／60.4万枚
- 19位 堀ちえみ／58.3万枚
- 20位 石川秀美／55.5万枚
- 21位 原田知世／51.4万枚
- 22位 早見優／51.4万枚
- 23位 菊池桃子／47.1万枚
- 24位 オフコース／46.8万枚
- 25位 渡辺典子／45.3万枚
- 26位 石川優子とチャゲ／43.8万枚
- 27位 細川たかし／43.2万枚
- 28位 サザンオールスターズ／42.6万枚
- 29位 松本伊代／41.9万枚
- 30位 欧陽菲菲／41.0万枚
- 31位 小柳ルミ子／39.9万枚
- 32位 一世風靡セピア／37.2万枚
- 33位 髙橋真梨子／33.7万枚
- 34位 郷ひろみ／33.6万枚
- 35位 麻倉未稀／32.2万枚
- 36位 岡田有希子／31.9万枚
- 37位 倉沢淳美／31.4万枚
- 38位 渥美二郎／31.2万枚
- 39位 森進一／31.0万枚
- 40位 杉山清貴&オメガトライブ／30.9万枚
- 41位 飯島真理／29.6万枚
- 42位 中島みゆき／29.0万枚
- 43位 MIE／28.1万枚
- 44位 谷村新司／27.8万枚
- 45位 中原めいこ／26.5万枚
- 46位 都はるみ・岡千秋／26.5万枚
- 47位 梅沢富美男／26.4万枚
- 48位 木村友衛／25.9万枚
- 49位 テレサ・テン／25.2万枚
- 50位 高田みづえ／24.1万枚

アルバム
- 1位 松田聖子／123.0万枚
- 2位 中森明菜／92.0万枚
- 3位 マイケル・ジャクソン／58.1万枚
- 4位 サザンオールスターズ／52.1万枚
- 5位 チェッカーズ／49.2万枚
- 6位 オフコース／43.8万枚
- 7位 山下達郎／43.8万枚
- 8位 杏里／42.6万枚
- 9位 松任谷由実／41.9万枚
- 10位 大滝詠一／39.9万枚
- 11位 カルチャー・クラブ／39.6万枚
- 12位 デュラン・デュラン／35.8万枚
- 13位 竹内まりや／33.9万枚
- 14位 薬師丸ひろ子／33.6万枚
- 15位 谷村新司／32.3万枚
- 16位 THE ALFEE／31.7万枚
- 17位 吉川晃司／28.9万枚
- 18位 小泉今日子／28.0万枚
- 19位 安全地帯／27.5万枚
- 20位 矢沢永吉／25.5万枚
- 21位 ネーナ／25.2万枚
- 22位 田原俊彦／24.4万枚
- 23位 浜田省吾／24.4万枚
- 24位 稲垣潤一／23.5万枚
- 25位 近藤真彦／22.5万枚
- 26位 シブがき隊／22.3万枚
- 27位 佐野元春／21.0万枚
- 28位 ポール・マッカートニー／20.9万枚
- 29位 杉山清貴&オメガトライブ／20.7万枚
- 30位 ヴァン・ヘイレン／19.9万枚
- 31位 シンディ・ローパー／18.8万枚
- 32位 イエロー・マジック・オーケストラ／18.5万枚
- 33位 河合奈保子／18.2万枚
- 34位 堀ちえみ／16.5万枚
- 35位 長渕剛／16.3万枚
- 36位 中島みゆき／15.0万枚
- 37位 菊池桃子／15.0万枚
- 38位 一世風靡セピア／14.8万枚
- 39位 松山千春／14.7万枚
- 40位 麻倉未稀／13.3万枚
- 41位 麗美／13.2万枚
- 42位 高橋真梨子／13.1万枚
- 43位 ダリル・ホール&ジョン・オーツ／12.9万枚
- 44位 ジャクソンズ／12.8万枚
- 45位 ハイ・ファイ・セット／12.6万枚
- 46位 石川秀美／12.6万枚
- 47位 ビリー・ジョエル／12.4万枚
- 48位 小林麻美／12.4万枚
- 49位 ガゼボ／12.2万枚
- 50位 ザ・スクエア／12.1万枚

## 総合年間TOP50 (オリコン)
集計会社 オリコン
※1983年12月5日付 - 1984年11月26日付

### シングル
- 1位 わらべ：「もしも明日が。」
- 2位 安全地帯：「ワインレッドの心」
- 3位 松田聖子：「Rock'n Rouge」
- 4位 チェッカーズ：「涙のリクエスト」
- 5位 チェッカーズ：「哀しくてジェラシー」
- 6位 中森明菜：「十戒 (1984)」
- 7位 芦屋雁之助：「娘よ」
- 8位 チェッカーズ：「星屑のステージ」
- 9位 中森明菜：「北ウイング」
- 10位 中森明菜：「サザン・ウインド」
- 11位 ALFEE：「星空のディスタンス」
- 12位 小林麻美：「雨音はショパンの調べ」
- 13位 薬師丸ひろ子：「メイン・テーマ」
- 14位 五木ひろし：「長良川艶歌」
- 15位 松田聖子：「時間の国のアリス/夏服のイヴ」
- 16位 石川優子とチャゲ：「ふたりの愛ランド」
- 17位 松田聖子：「ピンクのモーツァルト」
- 18位 欧陽菲菲：「ラヴ・イズ・オーヴァー」
- 19位 杏里：「悲しみがとまらない」
- 20位 チェッカーズ：「ギザギザハートの子守唄」
- 21位 小泉今日子：「迷宮のアンドローラ／DUNK」
- 22位 吉川晃司：「モニカ」
- 23位 髙橋真梨子：「桃色吐息」
- 24位 小柳ルミ子：「お久しぶりね」
- 25位 小泉今日子：「渚のはいから人魚／風のマジカル」
- 26位 近藤真彦：「ケジメなさい」
- 27位 原田知世：「愛情物語」
- 28位 松田聖子：「瞳はダイアモンド／蒼いフォトグラフ」
- 29位 オフコース：「君が、嘘を、ついた」
- 30位 ALFEE：「STARSHIP -光を求めて-」
- 31位 田原俊彦：「チャールストンにはまだ早い」
- 32位 渥美二郎：「釜山港へ帰れ」
- 33位 近藤真彦：「一番野郎」
- 34位 一世風靡セピア：「前略、道の上より」
- 35位 小泉今日子：「ヤマトナデシコ七変化」
- 36位 サザンオールスターズ：「ミス・ブランニュー・デイ (MISS BRAND-NEW DAY)」
- 37位 MIE：「NEVER」
- 38位 飯島真理：「愛・おぼえていますか」
- 39位 都はるみ・岡千秋：「浪花恋しぐれ」
- 40位 木村友衛：「浪花節だよ人生は」
- 41位 田原俊彦：「騎士道」
- 42位 テレサ・テン：「つぐない」
- 43位 シブがき隊：「喝!」
- 44位 田原俊彦：「顔に書いた恋愛小説（ロマンス）」
- 45位 杉山清貴&オメガトライブ：「君のハートはマリンブルー」
- 46位 田原俊彦：「エル・オー・ヴイ・愛・N・G」
- 47位 五木ひろし：「細雪」
- 48位 小泉今日子：「艶姿ナミダ娘」
- 49位 近藤真彦：「永遠に秘密さ」
- 50位 中原めいこ：「君たちキウイ・パパイア・マンゴーだね。」

### アルバム
邦楽・洋楽
（データはLP・CT合算での集計）
- 1位 マイケル・ジャクソン：『スリラー』
- 2位 サウンドトラック：『フットルース』
- 3位 サザンオールスターズ：『人気者で行こう』
- 4位 チェッカーズ：『絶対チェッカーズ!!』
- 5位 松任谷由実：『VOYAGER』
- 6位 中森明菜：『BEST AKINA メモワール』
- 7位 松田聖子：『Canary』
- 8位 大滝詠一：『EACH TIME』
- 9位 松田聖子：『Tinker Bell』
- 10位 杏里：『Timely!!』
- 11位 竹内まりや：『VARIETY』
- 12位 薬師丸ひろ子：『古今集』
- 13位 中森明菜：『ANNIVERSARY』
- 14位 カルチャー・クラブ：『カラー・バイ・ナンバーズ』
- 15位 山下達郎：『BIG WAVE』
- 16位 谷村新司：『抱擁』
- 17位 オフコース：『The Best Year of My Life』
- 18位 中森明菜：『POSSIBILITY』
- 19位 安全地帯：『安全地帯II』
- 20位 松田聖子：『Seiko・plaza』
- 21位 松田聖子：『Touch Me, Seiko』
- 22位 サウンドトラック：『ステイン・アライブ』
- 23位 杉山清貴&オメガトライブ：『River's Island』
- 24位 佐野元春：『VISITORS』
- 25位 シンディ・ローパー：『N.Y.ダンステリア』
- 26位 稲垣潤一：『Personally』
- 27位 ALFEE：『THE RENAISSANCE』
- 28位 ヴァン・ヘイレン：『1984』
- 29位 オフコース：『YES-YES-YES』
- 30位 吉川晃司：『パラシュートが落ちた夏』
- 31位 デュラン・デュラン：『セブン・アンド・ザ・ラグド・タイガー』
- 32位 矢沢永吉：『E'』
- 33位 一世風靡セピア：『道が俺達の背を押した。』
- 34位 髙橋真梨子：『Triad』
- 35位 小泉今日子：『Betty』
- 36位 NENA：『プラスティック・ドリームス』
- 37位 中島みゆき：『はじめまして』
- 38位 サウンドトラック：『ゴーストバスターズ』
- 39位 菊池桃子：『OCEAN SIDE』
- 40位 小林麻美：『CRYPTOGRAPH 〜愛の暗号』
- 41位 Hi-fi-set：『パサディナ・パーク』
- 42位 ガゼボ：『幻想のガゼボ』
- 43位 浜田省吾：『DOWN BY THE MAINSTREET』
- 44位 松田聖子：『Seiko・Town』
- 45位 ポール・マッカートニー：『パイプス・オブ・ピース』
- 46位 舘ひろし：『IN THE MOOD』
- 47位 吉川晃司：『LA VIE EN ROSE』
- 48位 ジャクソンズ：『ビクトリー』
- 49位 山下達郎：『COME ALONG II』
- 50位 THE SQUARE：『ADVENTURES』

## 音楽イベント
| 開催日       | タイトル                                                                |
| ------------ | ----------------------------------------------------------------------- |
| 5月3日       | JAPAN ROCK FESTIVAL'84                                                  |
| 6月3日       | 横国大'84清陵祭 CONCERT ESSENCE                                         |
| 8月4日       | The Atomic Cafe Music Fes.'84                                           |
| 8月4日〜12日 | SUPER ROCK'84                                                           |
| 8月12日      | Rock'n Roll Olympic 1984                                                |
| 9月16日      | 第2回 PEACEFUL LOVE ROCK FESTIVAL 1984                                  |
| 12月31日     | NEW YEAR ROCK FESTIVAL 絶対過激!オポチュニストに用はない 12th 1984-1985 |
| 12月31日     | 第35回NHK紅白歌合戦                                                     |

## 主な音楽賞

### 第26回日本レコード大賞
- 大賞
  - 長良川艶歌／五木ひろし
- アルバム大賞 
  - Triad／髙橋真梨子
- 最優秀歌唱賞 
  - 浪花節だよ人生は／細川たかし
- 最優秀スター賞
  - 北ウイング／中森明菜
- 最優秀新人賞
  - -Dreaming Girl- 恋、はじめまして／岡田有希子
- 金賞
  - 北の螢／森進一
  - 唇のプライバシー／河合奈保子
  - 最愛／柏原芳恵
  - ピンクのモーツァルト／松田聖子
  - 星屑のステージ／チェッカーズ
  - もしかしてPART II／小林幸子・美樹克彦
  - ワインレッドの心／安全地帯
- 新人賞
  - 前略、道の上より／一世風靡セピア
  - SUMMER EYES／菊池桃子
  - モニカ／吉川晃司
  - バージンブルー／SALLY

### 第15回日本歌謡大賞
- 大賞
  - 長良川艶歌／五木ひろし
- 放送音楽新人賞
  - -Dreaming Girl- 恋、はじめまして／岡田有希子
  - ラ・ヴィアンローズ／吉川晃司
- 最優秀放送音楽賞
  - 十戒（1984）／中森明菜
- 放送音楽プロデューサー連盟賞
  - 浪花節だよ人生は／細川たかし
  - 唇のプライバシー／河合奈保子

### その他
| 賞                                                    | 受賞作・受賞者 |
| ----------------------------------------------------- | --- |
| 第28回ポピュラーソングコンテストつま恋本選会          | - グランプリ - TOM★CAT「ふられ気分でRock'n' Roll」 - 優秀曲賞 - Power Spirits「気ままなブルース」、さそり座「窓ガラスのへのへのもへじ」、Pure Pucks「Gypsy」 - 入賞 - BAYLEAF「一人きり」、堀江千恵「青い月夜の子守唄」、RUST「酒呑みの唄PARTII」、新居昭乃「金色の目」 - 川上賞 - 新居昭乃「金色の目」、後藤悟 with タランチュラ「こっちへおいで」                       |
| 第27回ポピュラーソングコンテストつま恋本選会          | - グランプリ - コンセント・ピックス「顔」 - 優秀曲賞 - 舞夢「きらめきの中に」、川口雅子「歌舞伎」、コッパ「スナイパー」、松崎真人「たわいないトワイライト」 - 入賞 - ショータ「ビッグ・ウエーブ」、上野房子「ダーリン」、VOICE「哀舞」、青木弘幸「心ひらいても」、ジャム「せつないロングナイト」                                                                          |
| 第22回ゴールデン・アロー賞                            | - 音楽賞 - 中森明菜 - 新人賞（音楽） - 吉川晃司、岡田有希子、SALLY |
| 第17回下谷賞                                          | - 下谷賞 - 長谷川浩一「オン・ザ・キャンパス」 - 佳作 - 三上次郎「明日への賛歌」 |
| 第17回日本有線大賞                                    | - 大賞 - テレサ・テン「つぐない」 |
| 第17回全日本有線放送大賞                              | - 上期 - 安全地帯「ワインレッドの心」 - 年間 - テレサ・テン「つぐない」 |
| 第17回日本作詩大賞                                    | - 大賞 - 森進一「北の螢」 |
| 第17回新宿音楽祭                                      | - 金賞 - 吉川晃司、岡田有希子 - 銀賞 - 神野美伽、荻野目洋子、辻沢杏子、渡辺桂子、田中久美 - 銅賞 - ダックテイルズほか - 敢闘賞 - 山本ゆかり、椎菜 - 審査員特別奨励賞 - 長山洋子 |
| 第16回サントリー音楽賞                                | - 豊田喜代美 |
| 第15回世界歌謡祭                                      | - フランス・ジョリ「パーティー・ライツ」、TOMCAT「ふられ気分でRock'n' Roll」 |
| 第14回モービル音楽賞                                  | - 邦楽部門 - 常磐津文字兵衛 - 洋楽部門（本賞） - 野村光一 |
| 第14回創作合唱曲公募                                  | - 入賞 - 瑞木薫「しゃっくり」 - 佳作 - 該当作品なし |
| 第13回FNS歌謡祭                                       | - グランプリ - 五木ひろし「長良川艶歌」 - 最優秀歌唱賞 - 安全地帯「ワインレッドの心」 - 最優秀新人賞 - 岡田有希子「-Dreaming Girl- 恋、はじめまして」 - 最優秀ヒット賞 - 中森明菜「北ウイング」 - 最優秀視聴者賞 - 細川たかし「浪花節だよ人生は」 - 特別賞 - ケニー・ロギンス「Foot Loose」、一世風靡セピア「前略、道の上より」、ジャッキー・チェン「I Love You,You,You」 |
| 第13回東京音楽祭                                      | - ローラ・ブラニガン「ラッキー・ワン」 |
| 第12回銀座音楽祭                                      | - グランプリ - 岡田有希子 - 金賞 - 吉川晃司、長山洋子 - 銀賞 - 神野美伽、荻野目洋子、田中久美 - 審査員特別賞 - 辻沢杏子、渡辺桂子 |
| 第12回ジロー・オペラ賞                                | - オペラ大賞 - 東敦子 - オペラ賞 - 岩崎由紀子、工藤博 - 新人賞 - 釜洞祐子 - 特別賞 - ミシェル・ワッセルマン |
| 第10回全日本歌謡音楽祭                                | - ゴールデングランプリ - 中森明菜「十戒 (1984)」 - 最優秀新人賞 - 吉川晃司、岡田有希子 |
| 第10回横浜音楽祭                                      | - 最優秀新人賞 - 吉川晃司 - 新人特別賞 - 岡田有希子 |
| 第10回日本テレビ音楽祭                                | - グランプリ - 中森明菜「十戒 (1984)」 |
| 第10回日本演歌大賞                                    | - 名誉歌手賞 - 五木ひろし、北島三郎、千昌夫、細川たかし、都はるみ、森進一、森昌子、八代亜紀 |
| 第10回ヤング歌謡大賞・新人グランプリ                  | - 岡田有希子 |
| 第9回南里文雄賞                                       | - 佐藤允彦 |
| 第9回ライオンリスナーズグランプリ・FM東京最優秀新人賞 | - 吉川晃司 |
| 第8回長崎歌謡祭                                       | - グランプリ - 工藤美奈子 |
| 第5回入野賞                                           | - 藤枝守『"Rhetoric of Orchestra~Planetary FolkloreIV"』 |
| 第5回古賀政男記念音楽大賞                             | - 山川豊「港酒場」 |
| 第4回日本作曲大賞                                     | - 高橋真梨子「桃色吐息」（作曲:佐藤隆） |
| 第3回メガロポリス歌謡祭                               | - 演歌大賞 - 森進一 - ポップスグランプリポップス大賞 - 中森明菜 - 最優秀新人ダイヤモンド賞・最優秀新人賞 - 吉川晃司、岡田有希子 |
| JASRAC賞                                              | - 未開催 |
| 第3回中島健蔵音楽賞                                   | - 「山田耕筰作品資料目録」編集スタッフ - 八村義夫 |
| 第2回咲くやこの花賞 音楽部門                          | - 金久万利子 |
| 第1回現音作曲新人賞                                   | - 森田敦子 |

## デビュー
- 1月1日 - 麗美／愛にDESPERATE
- 1月1日 -  渡辺典子／花の色/少年ケニヤ
- 1月21日 - 小椋幸子／初恋しぐれ町
- 1月21日 - STR!X／星のストレンジャー
- 1月25日 - 岡村有希子／哀しみのレイン・トリー
- 1月25日 - 安田成美／風の谷のナウシカ
- 2月1日 - 吉川晃司／モニカ
- 2月1日 - 芦屋雁之助／娘よ
- 2月1日 - 宮内タカユキ／超電子バイオマン…ソロデビュー
- 2月21日 - おかわりシスターズ／恋をアンコール
- 2月22日 - 中川勝彦／してみたい
- 2月25日 - 黒沢ひろみ／不思議あげます
- 3月 - 赤坂小町（後のプリンセス プリンセス）／放課後授業
- 3月3日 - 田中久美／スリリング
- 3月5日 - 京本政樹／I Can't Say…
- 3月10日 - 神野美伽／カモメお前なら
- 3月15日 - 山本陽一／おもいっきりI Love You
- 3月21日 - 青木美保／人生三昧
- 3月21日 - アクション／ACTION! KIT 1
- 3月21日 - 宇沙美ゆかり／蒼い多感期
- 3月21日 - オレンジ・シスターズ／サマー・ホリデー
- 3月21日 - 倉沢淳美／プロフィール…ソロデビュー
- 3月21日 - 中井貴一／青春の誓い
- 3月21日 - 矢追幸宏／真夜中シェイキンダンス
- 3月21日 - 渡辺桂子／H-i-r-o-s-h-i
- 3月23日 - 中村容子／ティーンエイジ・ソルジャー
- 3月25日 - スーパー・エキセントリック・シアター／THE ART OF NIPPONOMICS
- 4月1日 - 長山洋子／春はSA.RA.SA.RA
- 4月1日 - MAKE-UP／HOWLING WILL
- 4月1日 - 渡辺千秋／夏にフレッシュ
- 4月3日 - 荻野目洋子／未来航海-Sailing-…ソロデビュー[注 2]
- 4月10日 - 清水宏次朗／ビリー・ジョエルは似合わない
- 4月21日 - 岡田有希子／ファースト・デイト
- 4月21日 - 菊池桃子／青春のいじわる
- 4月21日 - 辻沢杏子／サヨナラMr.…
- 4月21日 - TM NETWORK／「金曜日のライオン」・『RAINBOW RAINBOW』
- 4月21日 - MARINO／TARGET
- 4月21日 - レベッカ／ウェラム・ボート・クラブ
- 4月21日 - 若山かずさ／別れ愛
- 5月1日 - おあずけシスターズ／東京カンカン娘‘84
- 5月1日 - 可愛かずみ／春感ムスメ
- 5月1日 - 田中さとみ／私の神様
- 5月5日 - 成清加奈子／パジャマ・じゃまだ!
- 5月21日 - オールナイターズ／チュッとセンセーション
- 5月21日 - 坂上忍／J.D.BOY
- 5月25日 - 青田浩子／月の夜 星の朝
- 5月25日 - 森一馬／初心
- 6月20日 - 加藤香子／偽名
- 6月20日 - ムーヴ／君はス・テ・キ
- 6月21日 - 麻生真美子&キャプテン／恋の免許証
- 6月21日 - 沢口靖子／潮騒の詩
- 6月21日 - 仙道敦子／青いSunset
- 6月21日 - 根本ひろし／夢灯り
- 6月21日 - 長谷川真弓／星に約束
- 6月21日 - PINK／砂の雫
- 6月21日 - 松本友里／過剰にオンリー・ユー
- 6月21日 - 山本ゆかり／私MAILUWA
- 6月25日 - 一世風靡セピア／前略、道の上より
- 6月25日 - いわさきみゆき／スクランブル
- 7月1日 - SALLY／バージンブルー
- 7月1日 - 彩恵津子／Reach Out
- 7月10日 - BLIZARD／暗黒の聖書〜BLIZARD OF WIZARD〜
- 7月21日 - 伊豆田洋之／Rose Bud Days
- 7月25日 - 鮎川麻弥／風のノー・リプライ
- 8月1日 - キララとウララ／センチメタル・ボーイ
- 8月21日 - クラッシュギャルズ／炎の聖書
- 8月25日 - 爆風スランプ／週刊東京『少女A』／よい
- 8月28日 - 少女隊／FOREVER～ギンガムチェックstory～
- 9月5日 - 中村あゆみ／Midnight Kids
- 9月5日 - コンセントピックス／顔
- 9月5日 - 高部知子／雨・ア・ガ・リ
- 9月21日 - 池田幸司／Betty, I love you
- 9月21日 - BARBEE BOYS／暗闇でDANCE
- 9月25日 - 刀根麻理子／デリンジャー
- 10月10日 - CINDY／Chance On Love
- 10月25日 - THE STAR CLUB／HELLO NEW PUNKS
- 11月1日 - 祭小春／命船
- 11月5日 - セイントフォー／不思議Tokyoシンデレラ
- 11月14日 - TOM★CAT／ふられ気分でRock'n' Roll
- 11月21日 - 麻生祐未／ドキュメント
- 11月25日 - 南翔子／恋は行方不明
- 12月20日 - 工藤夕貴／野生時代
- 月日不明 - 橋本潮
- 月日不明 - 竹中直人／レスラー

## 解散・活動休止
- 3月14日 - レインボー（1994年再結成）
- 7月11日 - ザ・コーツ
- 9月1日 - ウシャコダ（1997年再結成）
- 9月 - エキゾティクス
- 10月13日 - ケッタウェイズ
- 12月 - 雅夢

### 年内
- アラベスク
- 一風堂
- 小野満とスイングビーバーズ
- キング・クリムゾン（1994年活動再開）
- クリエイション（2005年再始動）
- ジューシィ・フルーツ
- シン・リジィ（1996年活動再開）
- スティクス（1990年再始動）
- ソフト・マシーン（2015年活動再開）
- ヴァージンVS
- バカマルテ
- ヒロシ&キーボー
- フライング・リザーズ
- ボーイズ・タウン・ギャング
- ポリス（2007年再結成）
- ライオット（1986年再結成）

## 再結成
- ウエスト・ロード・ブルース・バンド（ - 2008年）
- ディープ・パープル
- ビリーバンバン
- マハヴィシュヌ・オーケストラ（ - 1987年）
- メイヘム（ - 1993年）
- UFO（ - 1989年）

## 誕生
- 1月4日 - KUMAMI（福岡県、シンガーソングライター・ピアニスト）
- 1月5日 - みく（長崎県、歌手、アンティック-珈琲店-/Lc5）
- 1月7日 - KAT（東京都、シンガーソングライター）
- 1月11日 - 田代万里生（長崎県、歌手、ESCOLTA）
- 1月14日 - 松尾依里佳（京都府、バイオリニスト）
- 1月14日 - YAMATO（沖縄県、歌手、ORANGE RANGE）
- 1月27日 - 浜端ヨウヘイ（京都府、歌手）
- 2月22日 - 柴田あゆみ（神奈川県、歌手）
- 2月23日 - YUKI（佐賀県、歌手、BENNIE K）
- 2月25日 - 越智志帆（愛媛県、シンガーソングライター、Superfly）
- 2月25日 - 草野華余子（大阪府、シンガーソングライター）
- 2月26日 - 出羽良彰（大阪府、音楽プロデューサー・ギタリスト、樹海）
- 2月26日 - TA-SHI（沖縄県、歌手、All Japan Goith）
- 2月29日 - 吉岡聖恵（シンガーソングライター、いきものがかり）
- 2月27日 - 小倉誠司（ミュージシャン、flumpool）
- 3月6日 - ベッキー（神奈川県、タレント・元歌手）
- 3月7日 - 石崎ひゅーい（茨城県、歌手）
- 3月8日 - 彰（滋賀県、ミュージシャン、UVERworld）
- 3月11日 - イシノユウキ（歌手、Jam9）
- 3月11日 - 土屋アンナ（東京都、歌手）
- 3月13日 - 喜屋武ちあき（埼玉県、歌手、中野風女シスターズ）
- 3月13日 - "ダディー"直樹（東京都、歌手、ゴマアブラ）
- 3月13日 - 成田圭（秋田県、歌手）
- 3月13日 - 南里侑香（長崎県、歌手、FictionJunction YUUKA）
- 3月16日 - 柴野真理子（栃木県、歌手、LOOP CHILD）
- 3月18日 - 石毛輝（埼玉県、歌手、lovefilm/the telephones）
- 3月20日 - 山猿（福島県、歌手、LGMonkees）
- 3月28日 - Metis（広島県、歌手）
- 3月29日 - 里田まい（北海道、歌手、元カントリー娘。/元Pabo/元アラジン/元里田まい with 合田兄妹）
- 3月29日 - 竹森マサユキ（宮城県、歌手、カラーボトル）
- 4月7日 - 島袋寛子（沖縄県、歌手、SPEED）
- 4月8日 - 生田達志（大阪府、歌手、OUTER-TRIBE）
- 4月9日 - 柳めぐみ（大阪府、歌手、元Missing Link）
- 4月9日 - 揺紗（神奈川県、歌手、THE KIDDIE）
- 4月16日 - 湯浅将平（千葉県、ミュージシャン、Base Ball Bear）
- 4月18日 - IKE（愛知県、歌手、SPYAIR）
- 4月24日 - 中村和彦（宮城県、ベーシスト、9mm Parabellum Bullet）
- 4月27日 - パトリック・スタンプ（ アメリカ合衆国、歌手、フォール・アウト・ボーイ）
- 4月29日 - KOSEN（東京都、音楽家・作曲家、The Beatmoss）
- 4月30日 - 三浦祐太朗（東京都、歌手、元Peaky SALT）
- 4月30日 - 作人（兵庫県、歌手）
- 5月1日 - 小山慶一郎（神奈川県、歌手、NEWS）
- 5月2日 - KANASA（ 日本、歌手、bless4）
- 5月4日 - UME。（福島県、歌手）
- 5月7日 - 松尾光次（千葉市、歌手、SWANKY DANK）
- 5月9日 - 平原綾香（東京都、歌手）
- 5月11日 - COMA-CHI（東京都、ラッパー）
- 5月12日 - NANA（北海道、歌手、NUDYLINE）
- 5月13日 - より子（栃木県、歌手）
- 5月16日 - 小島和也（群馬県、ベーシスト、back number）
- 5月18日 - 長島涼平（埼玉県、ベーシスト、the telephones/FINAL FRASH/フレンズ）
- 5月24日 - BAKI（大阪府、ラッパー）
- 5月24日 - カナタタケヒロ（大阪府、歌手、lego big morl）
- 5月25日 - 内田恵太（沖縄県、歌手、キジ☆ムナ）
- 5月25日 - 優河（北海道、歌手、club Prince）
- 5月27日 - 坂詰美紗子（神奈川県、歌手）
- 6月4日 - 半田健人（兵庫県、俳優・歌手）
- 6月7日 - 杉山未紗（ アメリカ合衆国、ジャズボーカリスト）
- 6月17日 - 小山田壮平（福岡県、歌手、元andymori/AL）
- 6月20日 - 鬼龍院翔（	東京都、歌手、ゴールデンボンバー）
- 6月22日 - 小野友樹（静岡県、声優・歌手、ゆーたくII）
- 6月26日 - 多和田えみ（沖縄県、歌手）
- 7月2日 - 藤井リナ（東京都、ファッションモデル・歌手）
- 7月3日 - 花村怜美（東京都、声優・歌手、sorachoco）
- 7月4日 - 赤西仁（東京都、歌手、元KAT-TUN）
- 7月9日 - 滴草由実（鹿児島県、歌手）
- 7月9日 - 清水依与吏（群馬県、ミュージシャン、back number）
- 7月10日 - 田中圭（東京都、俳優・歌手）
- 7月11日 - suzumoku（静岡県、歌手、元pe'zmoku）
- 7月12日 - 南條愛乃（静岡県、声優・歌手、fripSide/μ's）
- 7月13日 - 吉田仁美（千葉県、声優・歌手、Project.R）
- 7月24日 - hiroko（兵庫県、シンガーソングライター、mihimaru GT）
- 7月26日 - 大雅（神奈川県、歌手、逗子三兄弟）
- 8月4日 - CHEHON（大阪府、歌手）
- 8月5日 - 新井弘毅（埼玉県、ミュージシャン・ギタリスト、元serial TV drama/THE KEBABS）
- 8月9日 - 杉本リノ（福井県、歌手、杉本姉妹）
- 8月11日 - 佐田大陸（長野県、ヴァイオリニスト、TSUKEMEN）
- 8月12日 - 濱田圭（神奈川県、ギタリスト、kannivalism/baroque）
- 8月20日 - DJ GEORGIA（広島県、音楽プロデューサー・リミキサー、CLIFF EDGE）
- 8月24日 - イェソン（ 韓国、歌手、SUPER JUNIOR）
- 8月25日 - ICONIQ（鳥取県、歌手）
- 8月25日 - クリス・ハート（ アメリカ合衆国、歌手）
- 8月26日 - 田中俊太郎（島根県、歌手、SiriuS）
- 8月31日 - CLIEVY（栃木県、歌手、C&K/ハジメノヨンポ）
- 9月7日 - 出光仁美（福岡県、演歌歌手）
- 9月11日 - 安田章大（兵庫県、歌手、SUPER EIGHT）
- 9月13日 - FB777（北海道、ゲーム実況者・作曲家、M.S.S Project）
- 9月13日 - 中嶋ユキノ（東京都、歌手）
- 9月27日 - アヴリル・ラヴィーン（ アメリカ合衆国、歌手）
- 9月28日 - 棚原南夫（沖縄県、歌手、キジ☆ムナ）
- 10月4日 - 工藤圭一（愛媛県、歌手、HOW MERRY MARRY）
- 10月7日 - 加藤和樹（愛知県、歌手、JOKER）
- 10月9日 - 山崎好美（岡山県、歌手、なついろ）
- 10月10日 - 栗山千明（茨城県、女優・タレント・元歌手）
- 10月11日 - 森本さやか（埼玉県、タレント・グラビアアイドル・元歌手）
- 10月13日 - misono（京都府、シンガーソングライター、元day after tomorrow）
- 10月19日 - 琵奈子（福島県、歌手、元イエローパープル）
- 10月22日 - 関根麻里（東京都、タレント・元歌手）
- 10月24日 - 木村カエラ（東京都、歌手、サディスティック・ミカ・バンド）
- 10月25日 - ケイティ・ペリー（ アメリカ合衆国、歌手）
- 11月3日 - 錦戸亮（大阪府、歌手、元関ジャニ∞/元NEWS）
- 11月9日 - 尾崎世界観（東京都、ミュージシャン、クリープハイプ）
- 11月9日 - 城田純（東京都、歌手、元alma/THE DU）
- 11月10日 - 小林直己（千葉県、歌手、EXILE/三代目 J SOUL BROTHERS from EXILE TRIBE）
- 11月12日 - 川上大輔（東京都、歌手）
- 11月12日 - さぁさ（大阪府、歌手）
- 11月13日 - 小笠原大悟（ミュージシャン、Jeepta）
- 11月13日 - マナミ（千葉県、歌手、アニーポンプ）
- 11月18日 - 千葉涼平（北海道、歌手、w-inds.）
- 11月18日 - 信政誠（長崎県、歌手）
- 11月19日 - DOTAMA（栃木県、ラッパー、FINAL FRASH）
- 11月27日 - 尼川元気（ミュージシャン、flumpool）
- 11月28日 - 恒吉豊（東京都、歌手、OverTheDogs）
- 12月8日 - TAKAHIRO（長崎県、歌手、EXILE）
- 12月9日 - 小出祐介（東京都、シンガーソングライター、Base Ball Bear）
- 12月10日 - 久我新悟（歌手、LIPHLICH）
- 12月10日 - Duran（山梨県、ギタリスト、RED DIAMOND DOGS/元The ROOTLESS/元a flood of circle）
- 12月10日 - Wakana（福岡県、歌手、元Kalafina/元FictionJunction）
- 12月17日 - ふくい舞（京都府、歌手）
- 12月22日 - 荒木さやか（京都府、DJ）
- 12月22日 - ベースハンター
- 12月24日 - しがせいこ（愛知県、歌手）

## 死去
- 4月1日 - マーヴィン・ゲイ（、シンガーソングライター *1939年）
- 8月11日 - パーシー・メイフィールド（、R&Bシンガー、ソングライター *1920年）
- 12月8日 - ラズル (Razzle (musician)) （、ドラマー、ハノイ・ロックス *1960年）